# أداد يوناني
أداد يوناني (الاسم العلمي: Carlina graeca) نوع نباتي ينتمي إلى جنس الأداد من الفصيلة النجمية.